# Stadionul HNK Rijeka
Stadionul HNK Rijeka este un stadion din orașul Rijeka. Stadionul mai este cunoscut neoficial drept Stadionul Rujevica după numele cartierului în care se află. Din august 2015, pe acest stadion își desfășoară meciurile HNK Rijeka, până la finalizarea construirii propriului stadion, Kantrida. Stadionul are mai multe terenuri de antrenament folosite de academia de tineret a clubului, având încă patru terenuri pe lângă cel principal. După finalizarea construcției stadionului Kantrida, această arenă va fi folosită exclusiv ca teren de antrenament.

## Construcție
Construcția centrului de pregătire a început pe 15 septembrie 2014 și a fost finanțată de către proprietarii clubului HNK Rijeka. Pe 28 iulie 2015, stadionul a fost omologat și pentru meciurile de fotbal de către autoritățile croate. A fost deschis oficial pe data de 2 august 2015, într-un meci HNK Rijeka - NK Lokomotiva, câștigat de echipa din Rijeka cu scorul de 3-1. Marin Leovac a marcat primul gol pe acest stadion.

## Extindere
În ianuarie și noiembrie 2016, președintele lui HNK Rijeka, Damir Mišković, a lăsat să se înțeleagă că tribuna nord va fi extinsă astfel încât să respecte cerințele UEFA pentru meciurile din faza grupelor din UEFA Champions League și UEFA Europa League, care cer ca echipele să joace în faza grupelor pe stadioane cu o capacitate minimă de 8.000 de locuri. Construirea tribunei nord a început pe 11 mai 2017. Ea a fost finalizată la 21 iulie 2017, crescând capacitatea totală a stadionului de la 6039 de locuri la 6279.

## Locuri pe sector
Patru sectoare contribuie la numărul total de locuri, 8279:
- Sectorul I (est): 2852
- Sectorul Z (vest): 2775 (inclusiv sectorul VIP)
- Sectorul S (nord): 2240
- Sectorul J (sud): 412 (sectorul suporterilor oaspeți)

## Spectatori
Aceasta este o listă a mediei numărului de spectatori pe sezoane.
| Sezon   | Total  | Minim | Maxim | Medie |
| ------- | ------ | ----- | ----- | ----- |
| 2015-16 | 71.682 | 5.776 | 2.522 | 4.217 |
| 2016-17 | 85.628 | 6.004 | 3.022 | 4.757 |
| 2017-18 | 87.301 | 7.258 | 3.022 | 4.850 |